# Lohr
 Lohr (en alsacià Lohr) és un municipi francès, situat a la regió del Gran Est, al departament del Baix Rin. L'any 1999 tenia 522 habitants. Limita al nord-est amb Petersbach, a l'est amb la Petite-Pierre, al sud-est amb Schœnbourg, al sud amb Bust i al nord-oest amb Ottwiller.
Forma part del cantó d'Ingwiller, del districte de Saverne i de la Comunitat de comunes de Hanau-La Petite Pierre.

## Demografia
| 1962 | 1968 | 1975 | 1982 | 1990 | 1999 |
| ---- | ---- | ---- | ---- | ---- | ---- |
| 525  | 537  | 548  | 513  | 478  | 522  |

## Administració
| Període | Identitat    | Partit |
| ------- | ------------ | ------ |
| 2001-   | Frédy Gerber |        |